# Kvačany (Prešov)
|  | No s'ha de confondre amb Kvačany (Žilina). |

Kvačany és un poble i municipi d'Eslovàquia. Es troba a la regió de Prešov, al nord del país.

## Història
La primera referència escrita de la vila data del 1626.

## Demografia
| Godina             | 1994 | 2004 | 2014 | 2024   |
| ------------------ | ---- | ---- | ---- | ------ |
| Nombre de persones | 250  | 245  | 294  | 292    |
| Diferència         |      | −2%  | +20% | −0,68% |

| Godina             | 2023 | 2024   |
| ------------------ | ---- | ------ |
| Nombre de persones | 284  | 292    |
| Diferència         |      | +2,81% |